# Lou Ye
Lou Ye (婁燁T, 娄烨S, Lóu YèP; Shanghai, 1º marzo 1965) è un regista e sceneggiatore cinese.

## Biografia
Come ogni studente che è stato iscritto alla Accademia del cinema di Pechino nel 1980, Lou Ye fa parte della prima ondata di cineasti cinesi esposti all'influenza del cinema occidentale. L'apprendimento di film di diversa cultura ha influenzato i film di Lou in ogni loro parte. Egli è riconosciuto come un regista della 'Sesta Generazione'; corrente cinematografica cinese nota per concentrarsi su questioni sociali, contemporanea disillusione, ribellione, insoddisfazione. Sfruttando attori e attrici non professionisti e producendo i suoi lungometraggi come se stesse dirigendo un documentario (camera a mano, suono in presa diretta, lunghe scene), Lou Ye spolvera le vecchie nozioni stilistiche del neorealismo italiano e del cinema verità per indagare su individualismi contemporanei della vita urbana, che producono disorientamento sociale, senso di ribellione e di insoddisfazione che poi fluiscono nella tensione sociale cinese.
Nel 1993, ha realizzato il suo primo film Zhōumò qíngrén (o Weekend Lover), ma fu rilasciato solo due anni dopo, nel 1995 premiato con il Premio Fassbinder all'International Film Festival di Mannheim - Heidelberg nel 1996l'anno successivo Lou, tuttavia, ricevette attenzione internazionale a partire dal suo secondo film, il neo-noir La donna del fiume - Suzhou River (2000) presentato all'International Film Festival di Rotterdam. Film che affronta questioni di identità, suscitò molte critiche dopo la sua pubblicazione in Cina. La critica internazionale, invece, ha elogiato Suzhou River, definito da alcuni critici carico di riferimenti a La donna che visse due volte di Alfred Hitchcock, per il fatto che il soggetto si basi su un uomo ossessionato da una donna misteriosa. Nel 2003, Lou Ye pubblica il film Zǐ húdié (o Purple Butterfly), interpretato da Zhang Ziyi. Il film, ambientato durante l'occupazione giapponese di Shanghai, con la sua storia di vendetta e tradimento, presenta una struttura narrativa complessa, di tradizione noir.
Summer Palace (2006), il drammatico racconto di due amanti, sospesi fra una forte energia sessuale che pervade loro stessi (così come la politica e il bisogno di una nuova ideologia pervade la loro mente), durante il periodo delle proteste del 1989 in piazza Tiananmen. Ancora una volta il regista entra in contrasto con le autorità cinesi, con conseguente divieto di girare film per cinque anni. Chūnfēng chénzuì de yèwǎn (o Spring Fever) (2009) venne girato di nascosto nella città di Nanchino, in coproduzione Hong Kong-francese per evitare la censura. Il film è stato proiettato in concorso al 62º Festival di Cannes dove ha vinto il premio per la migliore sceneggiatura.
Tra il 2011 e il 2014 seguono titoli come: Love and Bruises (2011), storia di una studentessa cinese trasferitasi a Parigi che intreccia una violenta relazione amorosa con un operaio; Fúchéng mí shì (2012, noto anche come Mystery), che vince il premio per la migliore sceneggiatura all'Asian Film Awards; e Tuīná (2014, noto anche come Blind Massage), adattamento del romanzo I maestri di Tuina di Bi Feiyu, che tratta di un centro massaggi di Nanchino gestito da non vedenti, sotto le quali mani si presentano uomini dai corpi deformi, ma all'interno del quale una coppia si innamora.
Nel 1998, Lou Ye ha fondato con Nai An, la società cinematografica Dream Factory.

## Filmografia

### Regista

#### Cortometraggi
- Zài Shànghǎi (2001)
- 42 One Dream Rush (2010)

#### Lungometraggi
- Wēi qíng shàonǚ (1994)
- Zhōumò qíngrén (1995)
- La donna del fiume - Suzhou River (Sūzhōu hé) (2000)
- Zǐ húdié (2003)
- Summer Palace (Yíhéyuán) (2006)
- Chūnfēng chénzuì de yèwǎn (2009)
- Love and Bruises (2011)
- Fúchéng mí shì (2012)
- Tuīná (2014)
- Fēng zhōng yǒu duǒ yǔ zuò de yún (2018)
- Lán xīn dà jùyuàn (2019)